# Defiance (TV-serie)
Defiance är en nordamerikansk science fiction-TV-serie. Den första säsongen gjordes år 2013. TV-serien togs fram av Rockne S. O'Bannon, Kevin Murphy och Michael Taylor. Serien producerades av Universal Cable Productions i transmediasamarbete med Trion Worlds. Serien har även ett MMORPG med samma namn som är tätt kopplat till TV-serien.

## Handling
Serien utspelar sig år 2046, jorden har radikalt förändrats efter att en främmande ras försökt terraformera jorden till ett annat klimat. Detta har lett till att många djur och växter har dött ut, medan några nya har tillkommit. Serien följer Joshua Nolan och hans adopterade dotter Irisa som är en Irathient, och deras liv som nya i staden Defiance. Staden som är byggd på ruinerna av St. Louis är en självständig stad där flera olika Votanraser och människor bor tillsammans.

## Roller

### Huvudroller
- Joshua Nolan - Grant Bowler
- Amanda Rosewater - Julie Benz
- Irisa Nyira - Stephanie Leonidas
- Datak Tarr - Tony Curran
- Stahma Tarr - Jaime Murray
- Rafe McCawley - Graham Greene
- Kenya Rosewater - Mia Kirshner

### Övriga
- Tommy LaSalle - Dewshane Williams
- Doc Yewll - Trenna Keating
- Quentin McCawley - Justin Rain
- Alak Tarr- Jesse Rath
- Christie Tarr (född McCawley) - Nicole Muñoz
- Nicolette "Nicky" Riordon - Fionnula Flanagan
- Connor Lang - Gale Harold
- Sukar - Noah Danby
- Rynn - Tiio Horn
- Mr. Birch - Steven McCarthy
- Luke McCawley - Wesley French

### Säsong 1 (2013)
| Nr | Titel                                      | Regisserad av  | Skriven av                                           | Första visning |
| --- | ------------------------------------------ | -------------- | ---------------------------------------------------- | -------------- |
| 1-2 | "Pilot"                                    | Scott Stewart  | Rockne S. O'Bannon och Kevin Murphy & Michael Taylor | 15 april 2013  |
| Nolan och Irisa rotar i en av Arkfalls nedslagsplatser och hittar en kraftfull energikälla. De hamnar i staden Defiance, (byggd på ruinerna av St. Louis, Missouri), befolkad av mänskliga och Votanska överlevare efter kriget. Nolan ombeds spåra upp en mördare efter mordet på stadens lagväktare. Mördaren fångas in, men inte innan stadens skärmskyddsgenerator blivit förstörd, vilket lämnar staden sårbar för attack från Volgerna. Nolan och Irisa använder den nämnda energikällan till att tillintetgöra Volgernas attackstyrka och blir tillfrågade att stanna kvar i Defiance som ny lagväktare och dennes deputy. |                                            |                |                                                      |                |
| 3 | "Down In the Ground Where the Dead Men Go" | Michael Nankin | Kevin Murphy & Anupam Nigam                          | 22 april 2013  |
| En Castithan underkastar sig gärna tortyr för att kompensera för sin feghet vid stadens försvar, men Irisa stoppar ritualen. En förrädare som satte stadens skyddsfältsgenerator ur funktion flyr till systemet av underjordiska grottor i ruinerna av Gamla St. Louis och försöker få en kärnreaktor att ”explodera” och förstöra staden ovanför. |                                            |                |                                                      |                |
| 4 | "The Devil In the Dark"                    | Omar Madha     | Michael Taylor                                       | 29 april 2013  |
| Två människor attackeras och dödas av Helveteskryp. Nolan, Irisa och Yewll upptäcker att de två i själva verket blev mördade av en Irathient, vars föräldrar blev mördade av de två många år tidigare med avsikten att lägga beslag på deras land för gruvdrift. En av Irathient-ridarna, Sukar, får veta att Irisa har "The Sight" (en extrasensorisk förmåga att se såväl det föflutna, det nuvarande som framtiden utan att själv närvara vid de observerade händelserna) och hjälper henne att ta sig in i dess potential för att upptäcka mördaren, en annan Spirit-ridare kallad Rynn. Nolan, Irisa, Deputy LaSalle och Sukar följer efter henne till Helveteskrypens bo, fångar henne, och förstör boet. McCawley lämnar det stulna landet åter till Irathient Spirit Ridarna. |                                            |                |                                                      |                |
| 5 | "A Well Respected Man"                     | Michael Nankin | Craig Gore & Tim Walsh                               | 6 maj 2013     |
| Nolan räddar Kenya och en av hennes anställda från att få sitt adrenalin skördat till en drog. Under tiden manövrerar Dataks hustru Stahma sin man till en plats i stadens rådsförsamling, och Rafe and Quentin upptäcker en rad störande grottmålningar med bild på ett objekt som Quentins döde bror hade i sin ägo. |                                            |                |                                                      |                |